# International Data Encryption Algorithm
O International Data Encryption Algorithm (IDEA) foi criado em 1991 por James Massey e Xuejia Lai, o IDEA é um algoritmo de cifra de bloco que faz uso de chaves de 128 bits e que tem uma estrutura semelhante ao DES. Sua implementação em software é mais fácil do que a implementação deste último.
Como uma cifra de bloco, também é simétrica. O algoritmo foi concebido como um substituto para o Data Encryption Standard (DES). IDEA é uma pequena revisão de uma cifra anterior, PES (Proposta Encryption Standard); ideia era originalmente chamado IPES (Improved PES).
A cifra foi concebida no âmbito de um contrato de investigação com a Fundação Hasler, que se tornou parte da Ascom-Tech AG. A cifra é patenteada em vários países, mas está disponível gratuitamente para uso não-comercial. O nome "IDEA" também é uma marca registrada. As patentes expiraram em 2010-2011. Hoje, a IDEA é licenciada em todos os países onde é patenteada pela MediaCrypt.
IDEA foi utilizado em Pretty Good Privacy (PGP) v2.0, e foi incorporada após a cifra original utilizada na v1.0, BassOmatic, mostrar-se insegura. IDEA é um algoritmo opcional no padrão OpenPGP.
O algoritmo é usado tanto para a cifragem quanto para a decifração e, como outras cifras de bloco, usa a confusão e a difusão para produzir o texto cifrado. A filosofia que norteou este projeto foi "misturar operações de grupos algébricos diferentes". O IDEA possui três grupos algébricos cujas operações são misturadas. Estas operações, que podem ser facilmente implementadas via hardware e/ou software, são:
XOR
Adição módulo 216 (adição ignorando qualquer overflow)

Multiplicação módulo 216+1 (multiplicação ignorando qualquer overflow)
Todas estas operações são feitas com blocos de 16 bits, o que faz com que este algoritmo também seja eficiente em processadores de 16 bits.